# 拉尔夫·本奇

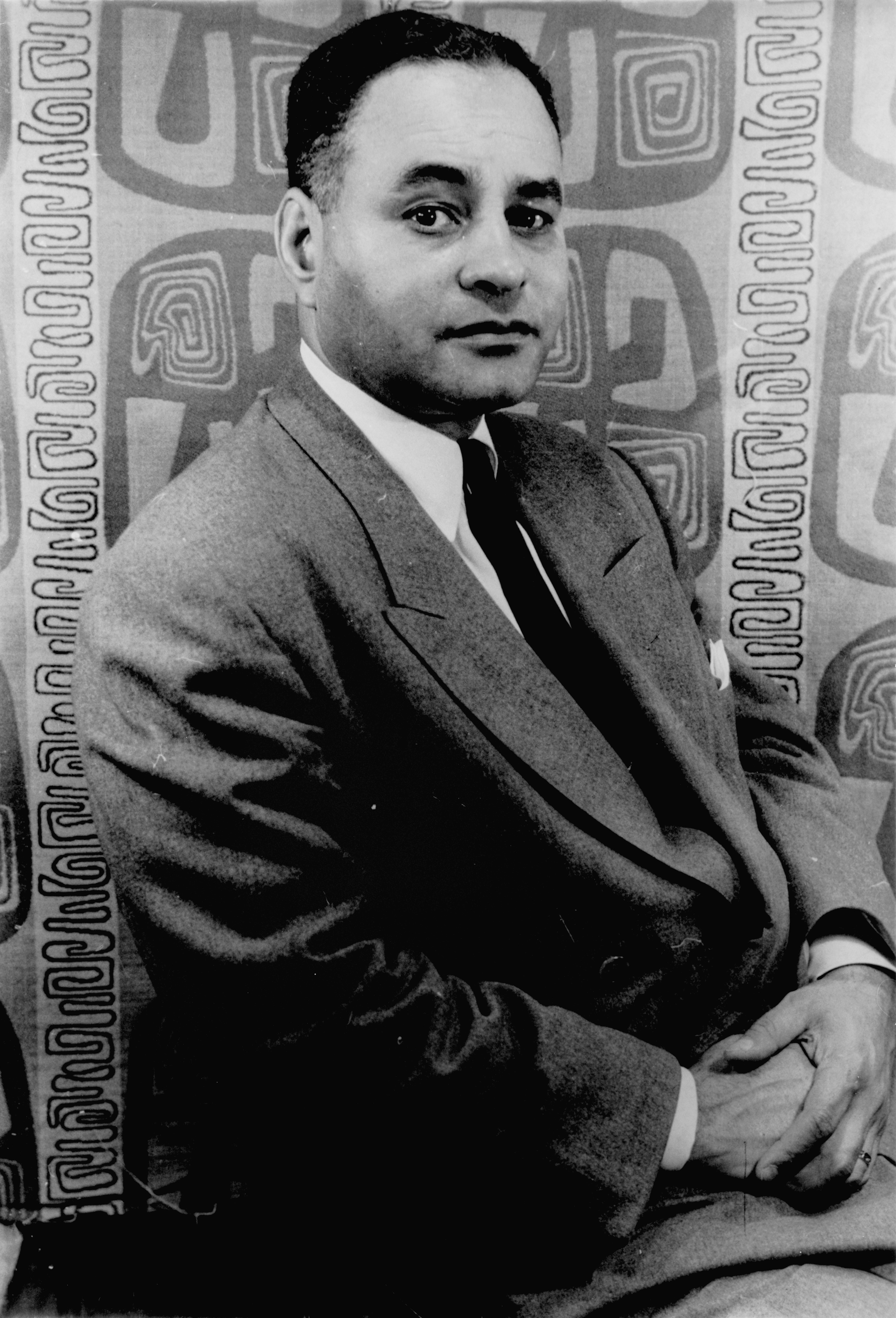
拉尔夫·本奇

拉尔夫·约翰逊·本奇（Ralph Johnson Bunche，1903年8月7日—1971年12月9日），美国政治学家、外交家，由于1940年代后期在巴勒斯坦的调停工作而获得1950年诺贝尔和平奖。1963年，他获得林登·詹森总统颁发的自由勋章。

## 研究書目
- Ben-Dror, Elad. . Routledge. 2016. ISBN 978-1138789883.